# Gaganița, Montana
Gaganița (în bulgară Гаганица) este un sat în comuna Berkovița, regiunea Montana,  Bulgaria. 

## Demografie
Componența etnică a satului Gaganița
     Bulgari (99,33%)
     Nicio identificare (0,66%)
     Altele (0%)
La recensământul din 2011, populația satului Gaganița era de 300 locuitori. Din punct de vedere etnic, majoritatea locuitorilor (99,33%) erau bulgari. Pentru 0,66% din locuitori nu este cunoscută apartenența etnică.